# Steven Spielberg
Steven Allan Spielberg, ameriški filmski režiser, producent in scenarist, * 18. december 1946, Cincinnati, Ohio, ZDA.

## Življenje
Steven Allan Spielberg se je rodil v Cincinnatiju, v Ohiu, kot sin judovskih staršev, Leah Adler, koncertne pianistke, in Arnolda Spielberga, računalniškega inženirja. Ko sta se starša ločila, se je Spielberg z očetom preselil v Kalifornijo. Njegove tri sestre in mater so ostale v Arizoni, kjer je tri leta obiskoval srednjo šolo. Srednjo šolo je dokončal v mestu Saratoga, v Kaliforniji, in se vpisal na Univerzo Južne Kalifornije. Študiral je igro, vendar samo tri leta, in univerze zaradi slabih ocen ni končal. Ko se je lotil režije, je napravil nekaj zelo komercialno odmevnih filmov, najbolj pa je odmevala po poskusih televizijske režije njegova literarna priredba Žrela, kjer je z dramatično upodobitvijo sicer ponesrečene robotizirane priredbe morskega psa uspel z velikim uspehom uprizoriti grozljive in učinkovite prizore, ki so pomembno zaznamovali kar nekaj letovanj mladih in starejših, ki niso več upali plavati zaradi napadov morskih psov. Izredne uspehe je imel tudi s Indiana Jonesom in vesoljci in je tako postal s filmi pomemben glasnik javnega mnenja. Še pomembnejši in odmevnejši pa je bil njegov film o dinozavrih, ki je dvignil velik interes za paleontologijo med mladimi. Ko ga je sprejela tudi Ameriška filmska akademija kot nagrajenca za Schinderjev seznam, pa je njegov vpliv še dodatno porastel.

## Delo
Kot režiser je napravil različna pomembna filmska dela, mnoga tudi večkrat nagrajena ali vsaj nominirana:
- Igralec št. 1 (2018)
- Zamolčani dokumenti (2017)
- VDV - Veliki dobrodušni velikan (2016)
- Most vohunov (2015)
- Lincoln (2012)
- Grivasti vojak (2011)
- Tintin in njegove pustolovsčine: Samorogove skrivnosti (2011)
- Indiana Jones in kraljestvo kristalne lobanje (2008)
- München (2005)
- Vojna svetov (2005)
- Terminal (2004)
- Ujemi me, če me moreš (2002)
- Posebno poročilo (2002)
- A.I. - Umetna inteligenca (2001, tudi scen.)
- Reševanje vojaka Ryana (1997)
- Amistad (1997)
- Jurski park 2: Izgubljeni svet (1996)
- Schindlerjev seznam (1993)
- Jurski park (1991)
- Kapitan Kljuka (1991)
- Za večno (1989)
- Indiana Jones in zadnji križarski pohod (1989)
- Cesarstvo sonca (1987)
- Barva škrlata (1985)
- Indiana Jones in tempelj smrti (1984)
- E. T. - Vesoljček (1982)
- Lov za izgubljenim zakladom (1981)
- Nora invazija na Kalifornijo (1979)
- Bližnja srečanja tretje vrste (1977)
- Žrelo (1974)
- Texas-express (1974)
- Dvoboj (1971)

Njegov prvi bolj znani film je Duel (Dvoboj), kjer v glavnih vlogah igrata Dennis Weaver in Jacqueline Scott. Posnel ga je leta 1973 pri Universal Studios. Film v ZDA ni bil zelo uspešen, v Evropi pa je požel veliko navdušenja.
Steven Spielberg pa ni le režiser ampak tudi izvršni producent mnogih filmov in prav tako tudi televizijski producent.
Pod kupolo, Šepetanja, Bratje v orožju, Tiny Toons Adventures, SeaQuest so najbolj vidne TV serije, kjer je bil producent.
Bil je pa producent tudi naslednjih filmov
- 2015 Jurski svet
- 2014 Transformerji: Age of Extinction (izvršni producent)
- 2012 Lincoln (producent)
- 2012 Možje v črnem 3 (izvršni producent)
- 2011 Grivasti vojak (producent)
- 2011 Jeklena moč (izvršni producent)
- 2011 Kavboji in vesoljci (izvršni producent)
- 2011 Transformerji: Dark of the Moon (izvršni producent)
- 2011 Super 8 (producent)
- 2010 Pravi pogum (izvršni producent)
- 2010 Onostranstvo (izvršni producent)
- 2009 V mojih nebesih (izvršni producent)
- 2009 Transformerji: Revenge of the Fallen (izvršni producent)
- 2008 Na muhi (izvršni producent)
- 2006 Pisma s Iwodžime (producent)
- 2006 Zastave naših očetov (producent)
- 2006 Hiša pošast (izvršni producent)
- 2005 München (producent)
- 2005 Gejša (producent)
- 2005 Legenda o Zorru (izvršni producent)
- 2004 Terminal (producent)
- 2002 Ujemi me, če me znaš (producent)
- 2002 Možje v črnem II (izvršni producent)
- 2001 Jurski park III (izvršni producent)
- 2001 A.I. Umetna inteligenca (producent)
- 2001 Shrek (izvršni producent - ne javno)
- 1998 Reševanje vojaka Ryana (producent)
- 1998 Maska Zorra (izvršni producent)
- 1998 Deep Impact (izvršni producent)
- 1997 Amistad (producent)
- 1997 Možje v črnem (izvršni producent)
- 1996 Twister (izvršni producent)
- 1994 Kremenčkovi (izvršni producent - kot Steven Spielrock)
- 1993 Schindlerjev seznam (producent)
- 1991 Zaliv strahu (izvršni producent - ne javno)
- 1990 Arachnophobia (izvršni producent)
- 1990 Gremlini 2 (izvršni producent)
- 1990 Nazaj v prihodnost III (izvršni producent)
- 1990 Joe proti vulkanu (izvršni producent)
- 1989 Always (producent)
- 1989 Nazaj v prihodnost II (izvršni producent)
- 1988 Kdo je podtaknil zajcu Rogerju? (izvršni producent)
- 1987 Cesarstvo sonca (producent)
- 1987 Mikrokozmos (izvršni producent)
- 1987 Harry in Hendersoni (izvršni producent - ne javno)
- 1986 Ameriška zgodba (izvršni producent)
- 1985 Barva škrlata (producent)
- 1985 Mladi Sherlock Holmes (izvršni producent)
- 1985 Nazaj v prihodnost (izvršni producent)
- 1985 Gooniji (izvršni producent)
- 1985 Fandango (izvršni producent - ne javno)
- 1984 Gremlini (izvršni producent)
- 1983 Cona somraka (producent)
- 1982 Poltergeist (producent)
- 1982 E.T. Vesoljček (producent)

Brata Blues je edini film, v katerem je Steven Spielberg nastopil kot igralec (igra uradnika v pisarnah Okrožja Cook/Cook Country Clerk). Včasih pa se pojavlja v cameo nastopih. Tako se je v Coni somraka sprehodil mimo kamere, v Gremlinih je šel čez cesto, v Vrnitvi v prihodnost pa kupuje časopise.
Z vsemi temi filmi je ogromno zaslužil, saj je zasedel prvo mesto na seznamu največjih zaslužkarjev. Lani je zaslužil 180 milijonov britanskih funtov oz. 342 vsako minuto. Slovi po svoji dominantnosti, nazornem prikazu dogodkov in izjemnim občutkom do včasih krute realnosti.
Kot režiser se pomembno naslanja na posebne efekte in je znan temeljiti izrabi sodobne tehnologije pri uveljavitvi svoje vizije. Ni vidno politično aktiven, zaznamovan pa je s svojim židovskim poreklom, ki je pomembno viden v njegovih filmih.
Njegova filmska uveljavitev se pomembno naslanja na uporabo grozljivih elementov in fantastike kot osrednje tematike filmskega ustvarjanja, kar ga je mestoma napravilo za filmsko kritiko za neresnega režiserja, četudi so bile njegovi filmi uspešni in za javnost zanimivi. Tudi v javnosti je bil javno izpostavljen kot pomemben režiser z Schindlerjevem seznamu, kjer se je film dotaknil predvsem realistične drame z zgodovinsko podlago. Kot filmski režiser je široko sprejet kot uspešen, strokoven in odmeven filmski ustvarjalec, ki je praviloma s svojim imenom garant za zanimiv film, ki je tudi nenavadno posnet ali ponudi nenavaden pogled na svet. V svojem poznem obdobju postaja pomemben ustvarjalec zgodovinskih filmov.